# Elbridge Gerry

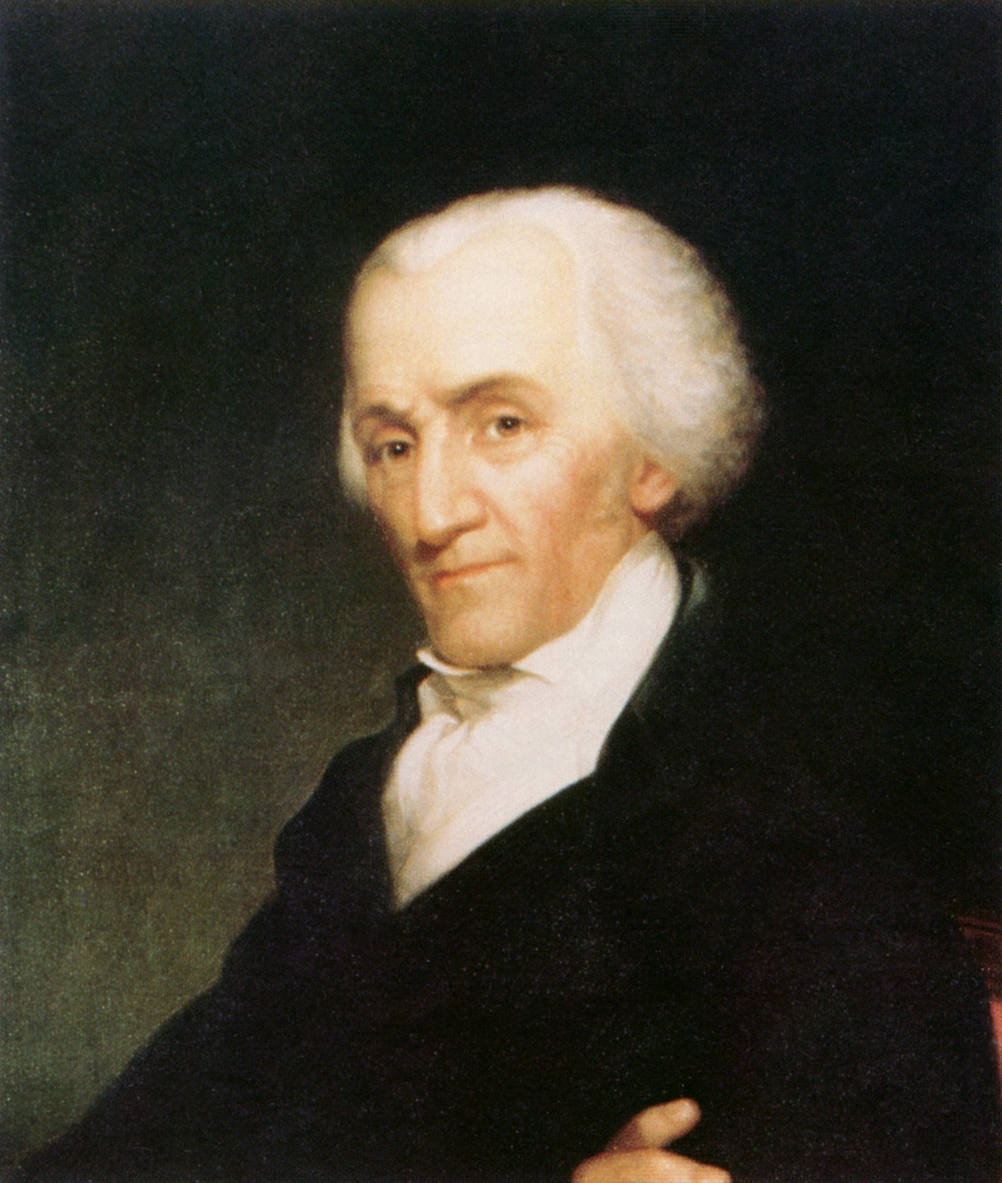
Elbridge Gerry

Elbridge Thomas Gerry [ˈɛlbɹɪdʒ ˈgɛɹɪ] (* 6. Julijul. / 17. Juli 1744greg. in Marblehead, Essex County, Province of Massachusetts Bay; † 23. November 1814 in Washington, D.C.) war ein US-amerikanischer Politiker. Gerry war Unterzeichner der Unabhängigkeitserklärung, später Gouverneur von Massachusetts und vom 4. März 1813 bis zu seinem Tod im folgenden Jahr Vizepräsident der Vereinigten Staaten unter James Madison. Heutzutage ist er vor allem für die nach ihm benannte Praxis des Gerrymandering bekannt.

## Leben
Gerry wurde am 6. Julijul. / 17. Juli 1744greg. als Sohn eines 1730 nach Amerika emigrierten angesehenen Händlers geboren. Er besuchte als Jugendlicher das Harvard College. Obwohl er ursprünglich Medizin studieren wollte, wurde er unter der Anleitung seines Vaters ein erfolgreicher Geschäftsmann, der von den Einwohnern seiner Heimatstadt als Vertreter zur Generalversammlung der Provinz Massachusetts geschickt wurde. Im Jahr 1775 war er Delegierter auf dem Kontinentalkongress, dem er bis 1780 angehörte und erneut von 1783 bis 1785. Im Jahr 1787 wurde Gerry Mitglied der Philadelphia Convention; er war Gegner einer starken, zentralen Regierung und weigerte sich deswegen die Verfassung der Vereinigten Staaten im gleichen Jahr zu unterzeichnen. Dieser stand er offener gegenüber, als die Bill of Rights ab 1789 als Zusatzartikel zur Verfassung der Vereinigten Staaten hinzugefügt wurden.
1781 wurde er in die American Academy of Arts and Sciences gewählt. Von 1789 bis 1793 war er Abgeordneter im Kongress, außerdem war er Mitglied der US-amerikanischen Delegation, deren Besuch in Paris im Jahr 1797 die XYZ-Affäre zur Folge hatte. Als Gouverneur von Massachusetts für zwei Amtszeiten geriet er für die Ziehung neuer Grenzen der Wahlkreise zu Gunsten der Demokratisch-Republikanischen Partei in die Kritik. Diese Praxis wurde nach ihm benannt (Gerrymandering). Ironischerweise stellte sich heraus, dass er mit der Praxis des Gerrymandering nichts zu tun hatte und er sogar dagegen war.
Bei der Präsidentschaftswahl 1812 kandidierte er als Running Mate von Präsident James Madison in der Nachfolge des verstorbenen George Clinton. Die Wahl der Demokratisch-Republikanischen Partei fiel vor allem deshalb auf ihn, damit er als Politiker aus den Nordstaaten ein Gegengewicht zum Präsidenten aus Virginia bildete. Nach erfolgreicher Wahl trat er sein neues Amt als Vizepräsident am 4. März 1813 an. Allerdings starb er bereits am 23. November 1814 an Herzversagen als zweiter amerikanischer Vizepräsident im Amt. Da damals die gesetzliche Grundlage für die Ernennung eines Vizepräsidenten noch nicht geschaffen wurde, blieb das Amt für den Rest der Amtszeit, also bis März 1817, vakant.